# Kédly Gyula
Kédly Gyula, Kedl (Csepreg, 1901. július 3. – Budapest, 1943. május 8.) színész, színházi rendező.

## Életútja
Apja lovag Kédly (Kedl) Kálmán, járásbírósági jegyző, anyja Ruzsicska Mária volt. Az első világháború alatt a soproni 18. honvédgyalogezred egyéves önkénteseként szolgált. 1925. május 31-én végezte el a Színművészeti Akadémiát. 1925. szeptember 1-től 1925. december 1-ig dr. Bárdos Artúr igazgatása alatt a Renaissance- és a Belvárosi Színház tagja volt. 1928. augusztus 27-től a pozsonyi magyar színtársulat tagja lett. Játszott Pozsonyban, Érsekújvárott, Komáromban, Léván stb. 1929. augusztus 28-tól a debreceni Csokonai Színház tagja volt. 1931-ben a Víg-, 1932-33-ban a Kamara Színházban, 1934-ben a Komédia Kabaréban, 1936-ban újfent a Kamara, 1937-ben a Vígszínházban, majd 1938-ban a Művész és a Pesti Színházban lépett színpadra. 1939-40-ben Thuróczy Gyula társulatában játszott, ahol rendezett is. Ezután haláláig a soproni színtársulatnál rendezett. 1932. november 17-én Budapesten házasságot kötött Miller Erzsébet Máriával. Írt több novellát és egy ideig a Soproni Hírlap munkatársa volt.
Főbb szerepei: Giovanni a Bizáncban, Petur bán, Genesius a Császár és komédiásban, Ocskay László az Ocskay brigadérosban, Tokeramo a Taifunban, Hamlet, Péter (a Meztelen ember) stb.

## Filmszerepe
- A bor (1933)